# Église de Koski Tl
L'église de Koski Tl (en finnois : Kosken Tl kirkko) est une église évangélique-luthérienne située à Koski Tl en Finlande. 

## Description
L'édifice en béton conçu par Toivo Paatela est représentant de la Nouvelle Objectivité.
L'église est inaugurée en 1935,.
Le clocher séparé est fabriqué sous la direction de Mikael Piimänen en 1777,.
La Direction des musées de Finlande a classé l'église parmi les  Sites culturels construits d'intérêt national.

## Galerie

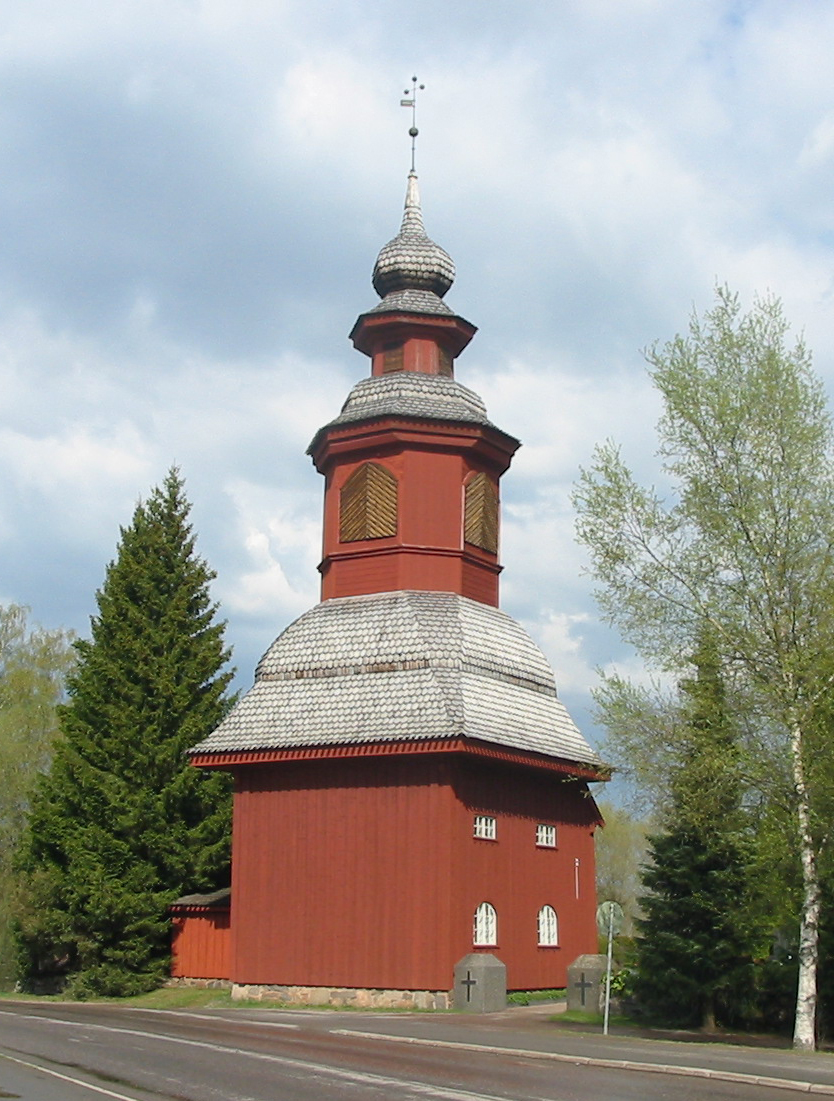
Le clocher.